# Tabanus martini
Tabanus martini är en tvåvingeart som beskrevs av Surcouf 1907. Tabanus martini ingår i släktet Tabanus och familjen bromsar. Inga underarter finns listade i Catalogue of Life.